# Nanteuil-Auriac-de-Bourzac
Nanteuil-Auriac-de-Bourzac – miejscowość i gmina we Francji, w regionie Nowa Akwitania, w departamencie Dordogne.
Według danych na rok 1990 gminę zamieszkiwało 275 osób, a gęstość zaludnienia wynosiła 13 osób/km² (wśród 2290 gmin Akwitanii Nanteuil-Auriac-de-Bourzac plasowała się na 904. miejscu pod względem liczby ludności, natomiast pod względem powierzchni na miejscu 487.). W latach 1990–2020 liczba ludności zmniejszyła się o 44 osoby.